# Tarako

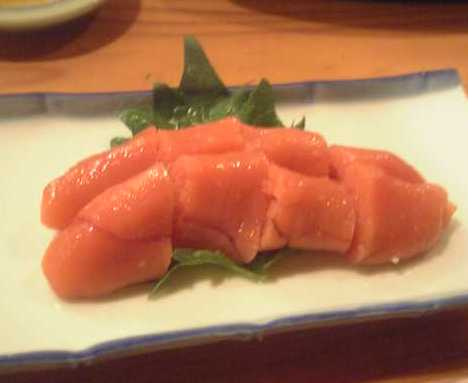
Tarako puro

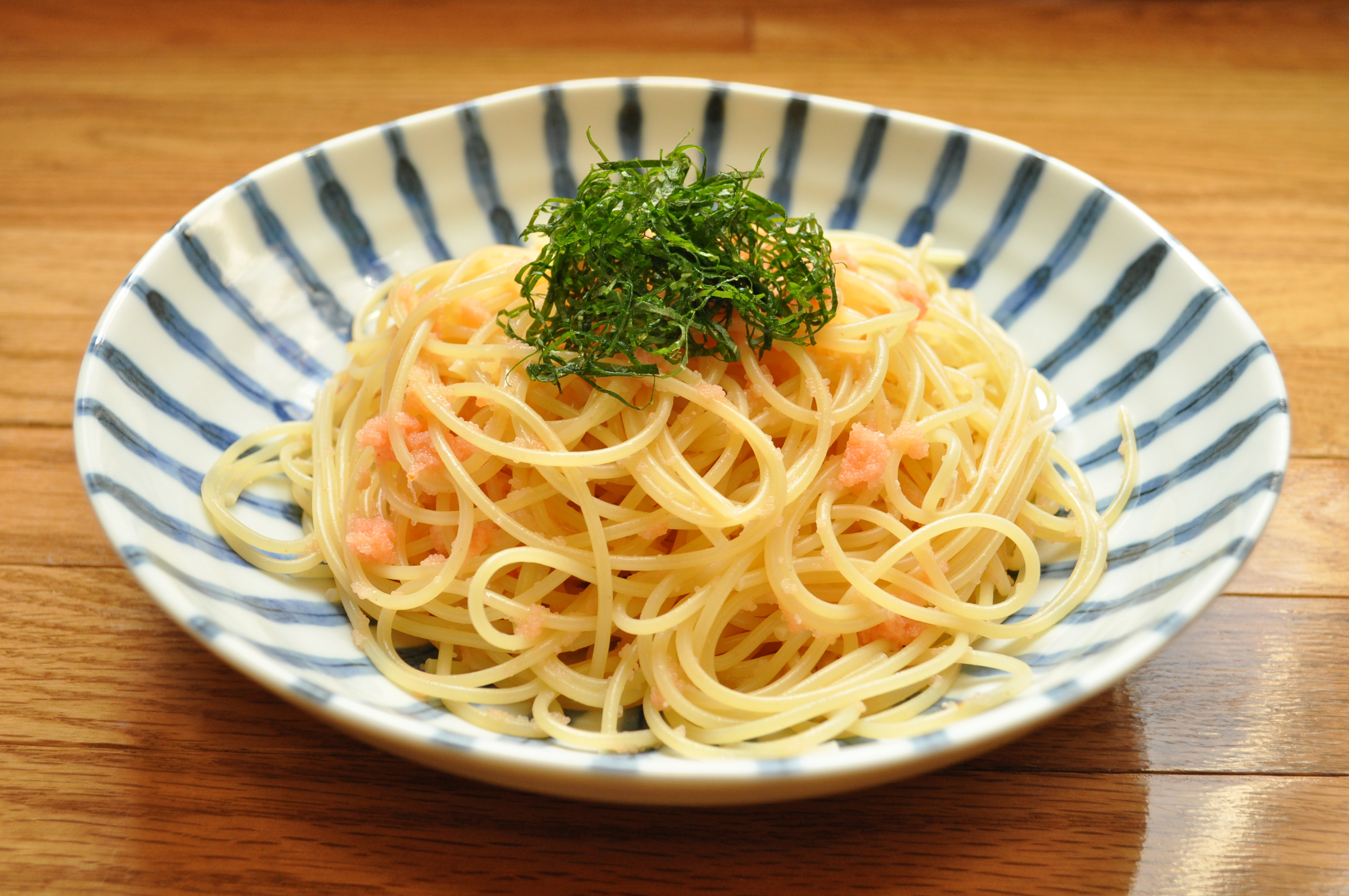
Espaguete de Tarako

O Tarako (鱈子), na culinária do Japão, é um prato de ovas salgadas, normalmente feito a partir do peixe Juliana, do Alaska, embora tara (鱈) na verdade signifique bacalhau em japonês.
O tarako é servido de diversas formas:
- Puro (normalmente no café-da-manhã)[2]
- Como um recheio de onigiri
- Como um molho de massas (normalmente com nori)

Tradicionalmente, o tarako era tingido de vermelho, mas preocupações recentes com a segurança do uso do corante alimentar eliminaram quase que completamente este costume. Em Kyushu, o tarako é normalmente servido com flocos de pimenta chili.